# Vincenzo Martinelli
Pour les articles homonymes, voir Martinelli.
Vincenzo Martinelli, né le 20 juin 1737 à Bologne et mort le 20 avril 1807 dans la même ville, est un peintre italien qui peignait principalement des paysages sur toile et sur fresque dans sa ville natale.

## Biographie
Vincenzo Martinelli est né le 20 juin 1737 à Bologne.
Il était prolifique à Bologne. Il a également travaillé comme scénographe. Parmi ses fresques figurent les strophes peintes alla boschereccia (style forestier) situées dans l'appartement du Légat, qui abrite aujourd'hui la Collezioni Comunali d'Arte. Il a collaboré avec Giuseppe Jarmorini en peignant des fresques dans la Cour du Palais qui appartenait autrefois à Bolognetti sur la via San Felice et les paysages dans Allégorie de commerce (1793) peints avec la collaboration de Filippo Pedrini dans le Palazzo Pallavacini at Via San Felice (en) dans la même rue. Il peint des scènes à la tempera au Palazzo Bentivoglio di via Belle Arti.
Il a enseigné de 1767 à 1803 à l'Accademia Clementina. Lui et certains de ses collègues ont été exclus après 1804 de l'Accademia Nazionale delle Belle Arti réformée.
En tant que scénographe pour les théâtres de Bologne, il a également travaillé dans un milieu qui comprenait Antonio Bibiena, Raimondo Compangnini, Vincenzo Mazza, Paolo Dardani, Gaetano Alemani, Vicenzo Conti, et Mauro Braccioli,,.
Il meurt le 20 avril 1807 dans sa ville natale.